# 蔣光彥
蔣光彥（1553年—1622年），號九覲，福建泉州府晉江縣福全所人，祖籍直隸歙縣（今安徽），明朝政治人物，同進士出身。

## 生平
萬曆十三年（1585年）中順天府乙酉科鄉試第四十八名举人。萬曆二十年（1592年）登壬辰科進士第三甲第一百七十四名。兵部觀政，二十一年授浙江江山縣知县，二十六年入为南京户部主事，管北新鈔關，捐三千金修治北新关，筑九清石梁，復造鹿溪浮梁。晋郎中，三十二年出任浙江溫州府知府，万历三十七年（1609年）七月，升江西副使，次年，以拾遗降一级调用。萬曆四十年（1612年）除补廣東布政使司參議，分守海北、海南道。征剿海南黎族時，不肯杀降冒功，坐忤当事，四十四年以终养拂衣归乡。

## 家庭及關聯
曾祖父蔣元寬。祖蔣繼勳，號赤山。父蔣際春，字君育，别号敬斋。
長子蔣德璟，字中葆，號八公，天启二年（1622年）登壬戌科進士，官至戶部尚書兼太子少保文淵閣大學士。
次子蔣德瑗，字中陛，號鍾湖，天啓五年（1625年）登乙丑科同進士，官至光祿寺丞。

## 外部連結
- 泉州北门外发现明代进士墓(图) （页面存档备份，存于）